# Personaggi di Nome in codice: Kommando Nuovi Diavoli
Ecco in ordine tutti i personaggi della serie animata creata da Tom Warburton

## Personaggi principali

### Numero 1
Nigel 1, leader del settore V porta sempre degli occhiali scuri. I signorini perfettini lo hanno reso pelato per errore. La sua ragazza che si chiama Lizzie Devine, ultimamente faceva parte del KND, ma ben presto lo lascerà. Nel doppiaggio originale è interpretato da Benjamin Diskin. Nell'adattamento italiano è doppiato da Marco Vivio.

### Numero 2
Hoagie P.Gilligan JR, pilota e costruttore delle macchine KND, buffo e cicciotello, è grande amico di N°4. Suo fratello Tommy è stato una recluta del Kommando. Nel doppiaggio originale è interpretato da Benjamin Diskin. Nell'adattamento italiano è doppiato da Massimiliano Alto (1^ voce) e Davide Lepore (2^ voce).

### Numero 3
Kuki Sanban, svampita e spensierata, adora un sacco le scimmie arcobaleno come il N°86 e il N°23. In molti episodi, N°3 viene rapita da Sabbiolino. Ha una sorella di nome Mushi. Nel doppiaggio originale è interpretata da Lauren Tom. Nell'adattamento italiano è doppiata da Ilaria Latini.

### Numero 4
Wallabee Betlees, un duro, almeno finché non trema, adora la Palla avvelenata e pensa di essere il migliore, ma non è vero. Suo padre è un vero campione a bowling e a volte lo costringe a pulire i suoi trofei. Nel doppiaggio originale è interpretato da Dee Bradley Baker. Nell'adattamento italiano è doppiato da Alessio De Filippis.

### Numero 5
Abigall Lincoln, è una tosta. Atletica e determinata, porta sempre un cappello rosso. Sempre a caccia di caramelle con cui banchettare insieme ai compagni. Sua sorella maggiore, Cree, un tempo N°11, è l'acerrima nemica adolescente del KND. Per un istante Nº5 e Cree ritornano amiche come un tempo. In quell'occasione, Cree dimostra che in fondo vuole molto bene alla sorellina. Anche se alla fine ritorneranno nemiche. Nel doppiaggio originale è interpretata da Cree Summer. Nell'adattamento italiano è doppiata da Monica Bertolotti.

## Personaggi ricorrenti

### Organizzazione KND
- Numero 6, voce originale di Dee Bradley Baker.
- Numero 9, voce originale di Khary Payton.
- Numero 13, voce originale di Billy West.
- Numero 23, voce originale di Lauren Tom.

Una ragazzina presente solo negli episodi in cui N°86 invia tutta la base lunare con il Kommando nuovi diavoli.
- Numero 42.

Buffo e cicciotello proprio come N°2 il cui e molto amico, colleziona figurine come N°2 e N°4. Lo si vede solo in pochi episodi.
- Numero 60, voce originale di Matt Levin.
- Numero 65.3, voce originale di Dee Bradley Baker.
- Numero 83, voce originale di Janice Kawaye.
- Numero 84, voce originale di Janice Kawaye.
- Numero 86, voce originale di Jennifer Hale, italiana di Domitilla D'Amico.

Fanny Fulbright, la migliore amica di N°362, detesta i ragazzi e si mostra come una dura, tuttavia ha molte scimmie arcobaleno. N°86 si vede spesso nella base lunare. Suo padre è Mr.Boss.
- Numero 92 e Numero 93, voci originali di Benjamin Diskin e Tara Strong.
- Numero 101, voce originale di Ogie Banks.
- Numero 274, voce originale di Jason Harris, italiana di Daniele Raffaeli e Francesco Pezzulli.

Chad Dickson è un adolescente traditore come Cree, la sorella maggiore di N°5. In un episodio tradisce N°1, prima, fingendosi suo amico e poi per attaccarlo. Viene sconfitto da N°1 che lo punisce severamente per il suo tradimento.
- Numero 362, voce originale di Rachael MacFarlane.

Rachel McKenzie, è il comandante supremo del Kommando Nuovi Diavoli, dopo il tredicesimo compleanno di N°274 (infatti il limite di età per i membri del KND è di 13 anni). Vive sulla base lunare.
- Numero 363, voce originale di Jennifer Hale.
- Numero 74.239 e Numero Infinito, voci originali di Dave Wittenberg e Phil LaMarr.

### Nemici
- Il Padre, voce originale di Maurice LaMarche (modalità Padre) e Jeff Bennett (modalità Benedict Uno), italiana di Ennio Coltorti.

L'arcinemico del KND, il cattivo principale della serie, e il padre "adottivo" dei Signorini Perfettini. È anche lo zio paterno di Nigel e il fratello di Monty. In "Operation: Z.E.R.O", viene rivelata la suddetta relazione familiare, così come il fatto che ha rapito i bambini precedentemente noti come Settore Z e ha fatto loro il lavaggio del cervello in modo permanente per diventare i Signorini Perfettini. Il suo vero nome è Benedict Uno.
- I signorini perfettini (in originale: The Delightful Children From Down The Lane), voci originali di Benjamin Diskin, Dee Bradley Baker e Cree Summer.

Sono cinque ragazzi che si alleano con gli adulti per distruggere l'intera banda del Kommando Nuovi Diavoli, ma falliscono sempre. All'anagrafe Bruce, David, Alessandra (nome precedentemente dubitato con Ashley), Constance e Lenny, si contraddistinguono per non mostrare alcun sentimento nel corso delle loro azioni. Buffamente, non sono sempre stati cattivi: un tempo rappresentavano il leggendario Settore Z, scomparso da tempo, ma a causa di un lavaggio del cervello compiuto in maniera ingente da Padre hanno finito per diventare Perfettini in maniera permanente, come viene fuori nel corso di "Operazione Z.E.R.O.", in cui si scopre che ogni tentativo di far tornare i ragazzi nei panni del Settore Z, purtroppo, è solo temporaneo; oltretutto in tale occasione, contrariamente a Padre che pare avere un momento di pentimento per quanto compiuto su di loro, non si curano del destino del mondo per mano di Nonno e vogliono solo sbarazzarsi del Kommando. Hanno fatto diventare N°1 pelato per errore. Vivono in simbiosi, parlano e si muovono contemporaneamente. Solo in un'occasione uno dei componenti del gruppo (Lenny) si allea temporaneamente con il Kommando Nuovi Diavoli, (in realtà era un piano per attirare i protagonisti in una trappola escogitata fin dall'inizio dell'episodio). Inoltre I Signorini Perfettini in più di un'occasione hanno dimostrato di essere dei vigliacchi ingrati, come per esempio in un episodio in cui hanno dato una festa all'Insaputa e senza il consenso di Padre. Nell'episodio in questione avevano accordato con Cree che lei avrebbe aiutato loro a distruggere il Kommando Nuovi Diavoli se in cambio avessero organizzato una festa alla quale avrebbero aderito tutti i suoi amici, ma il loro piano gli si ritorce contro e gli adolescenti presenti alla festa mettono a soqquadro completamente l'interno della casa. I ragazzi, disperati e impotenti, chiedono aiuto al Kommando (che mal volentieri li aiutano). Quando i Signorini Perfettini alla fine dell'episodio vengono scoperti da Padre i ragazzi omettono le loro responsabilità e incolpano il Kommando Nuovi Diavoli che si era reso disponibile per aiutarli. Solo in un paio di episodi agiscono dalla parte del Kommando Nuovi Diavoli: nel primo, "Operazione F.O.N.T.A.N.A.", in maniera inconsapevole, arrivano a salvarli seppur con fini differenti, mentre nel secondo, "Operazione I.T.", non approvando il piano di Padre di sostituire ogni cibo del mondo con i broccoli in maniera tale che chiunque possa mangiare solo quelli, arrivano ad allearcisi anche alla luce del fatto che entrambe le parti siano composte da bambini. In "Operazione I.N.T.E.R.V.I.S.T.E.", nel tentativo di uccidere Numero 1, vengono sopraffatti e cadono all'interno di una cascata a forma di water; non è chiaro se siano morti o meno. Nel doppiaggio originale sono interpretati da Benjamin Diskin, Dee Bradley Baker e Cree Summer.
- Cree Lincoln, voce originale di Cree Summer.

La sorella maggiore di Numero 5, leader dei ninja adolescenti e apprendista di Padre. In origine era Numero 11. Sebbene sia un nemico pericoloso, Cree si preoccupa per sua sorella e desidera che 5 si unisca agli adolescenti proprio come lei.
- Chad Dickson, voce originale di Jason Harris.

Precedentemente Numero 274, Chad era il leader supremo dei Kommando Nuovi Diavoli fino a quando non è stato rivelato che aveva tenuto nascosto il suo tredicesimo compleanno. A causa del suo tradimento si allea con gli adulti e si unisce ai Ninja Adolescenti. Verso la fine della serie, viene rivelato che in realtà è ancora un agente del Kommando che si è infiltrato presso gli adolescenti.
- Signor Capo, voce originale di Jeff Bennett.

Un dirigente aziendale e de facto il secondo in comando della galleria dei nemici standard del Kommando Nuovi Diavoli. Il Signor Capo è spesso colui che guida gli altri cattivi del KND nelle sue trame. Alcuni dei genitori dei membri Settore V lavorano per lui. In un episodio, viene rivelato che è il padre di Numero 86.
- Sturator (in originale: Toiletnator), voce originale di Dee Bradley Baker, italiana di Oliviero Dinelli.

È un cattivo incompetente a tema toilette, considerato il cattivo più debole dal KND, e anche dagli altri cattivi.
- Capitano Barbacolla (in originale: Stickybeard), voce originale di Mark Hamill, italiana di Vittorio Amandola.

Il capitano pirata di una ciurma di pirati amanti delle caramelle e un rivale di Numero 5 a causa della loro reciproca ossessione per lo zucchero. Nonostante sia aspro nei confronti dei Kommando Nuovi Diavoli, in un'occasione salva il Settore V da un mare di asparagi (che detesta più dei bambini) e in un'altra aiuta 5 a salvare Heinrich dai pirati della liquirizia.
- Trapanik (in originale: Knightbrace), voce originale di Tom Kenny, italiana di Ambrogio Colombo.

Un vigilante a tema salute orale che esegue procedure dentali e ortodontiche dolorose e non necessarie sui bambini a cui tende un'imboscata. Nel suo episodio di debutto, viene rivelato che la sua vera identità è quella del Signor Mella, il proprietario di un negozio di dolci che i bambini visitano spesso. Ha sempre voluto fare il dentista sin da quando era bambino, ma è stato espulso dalla scuola di odontoiatria per aver tentato di mettere l'apparecchio ai bambini. È stato costretto a lavorare nel negozio di dolci della sua famiglia, ma in seguito è diventato Trapanic perché era arrabbiato per il fatto che i dolci danneggiavano i denti dei bambini. Nonostante si vergogni di servire i dolci ai suoi clienti, gli piace la gelatina.
- Raffreddore (in originale: The Common Cold), voce originale di Tom Kenny, italiana di Luigi Ferraro.

Un cattivo basato sulla malattia che usa il proprio moccio per far ammalare tutti i bambini in modo che siano troppo deboli nel fermare i piani di altri adulti. Ad un certo punto, è stato sconfitto dalla signora Gilligan, che gli ha usato del brodo di pollo. Ha una nipote di nome Anna Worthington (la figlia di sua cognata).
- Nonna Tabbuffa (in originale: Gramma Stuffum), voce originale di Grey DeLisle.

Una vecchia signora ossessionata dall'alimentare in modo forzato i bambini con il suo cibo disgustoso per renderli incapaci di muoversi in modo che non possano disturbare gli adulti. Come visto nella sua puntata d'esordio, anche i Signorini Perfettini non riescono a sopportare il suo cibo. È spesso accompagnata da fegato e due cipolle ridacchianti.
- Conte Sculacciot (in originale: Count Spankulot), voce originale di Daran Norris.

Un vigilante vampiro che sculaccia i bambini cattivi. Come Sturator, vuole unirsi a un gruppo ma la sua dipendenza dalle sculacciate lo fa sempre rifiutare. Può effettivamente trasformare le persone in vampiri sculaccianti semplicemente togliendosi i guanti, in modo simile a un morso di vampiro, e può essere curato solo sculacciandolo.
- Sig. John Wink e Sig. Timothy Fibb, voci originali di Tom Kenny e Dee Bradley Baker, italiane di Stefano Billi e Oreste Baldini.

Una coppia di cattivi che usano sedie robotiche per combattere. Per ragioni sconosciute, Mr. Wink sfoggia corna di bisonte e Mr. Fibb sfoggia zanne di tricheco.
- Nonna Gatta (in originale: Crazy Old Cat Lady), voce originale di Grey DeLisle, italiana di Graziella Polesinanti.

Una donna anziana dai lineamenti felini che vive con migliaia di gatti bianchi e neri.
- Distruttivo Nefasto Kommando (in originale: Destructively Nefarious Kids)

Sono le controparti del Kommando Nuovi Diavoli, provenienti dal Negaverso, un universo parallelo in cui tutto è l'opposto di come è nell'universo normale. Hanno lo scopo di tormentare i bambini ovunque e di governare il loro mondo con il pugno di ferro. Il loro leader è Numero 4 Negativo. Dopo che quest'ultimo viene sconfitto i DNK cambiano i loro modi e aiutano i bambini invece di punirli e far loro del male.
- Professor Mega Maxi Extralarge (in originale: Professor XXXL), voce originale di Frank Welker, italiana di Roberto Stocchi.

Uno scienziato che vuole creare il cono gelato più perfetto che sia mai stato realizzato. Ogni volta che appare, mostra diverse parti animalesche nel suo corpo. Sebbene non attacchi spesso il KND, si impegna in altre attività con gli altri cattivi.
- Chester, voce originale di Tom Kenny.

Un uomo avido che vuole fare soldi a spese dei bambini svolgendo diversi lavori. Alcuni dei suoi numerosi piani includono il lavaggio del cervello ai campeggiatori per il lavoro mentre operava come consulente del campo o la vendita di bambini come hamburger agli squali.
- Mega Mamma e Papà Sfacelo (in originale: Mega Mom e Destructo Dad), voci originali di Grey DeLisle e Jeff Bennett, italiane di ? e Saverio Indrio.

I genitori di N°274, che volevano che il loro figlio fosse il migliore pietrificando gli altri agenti del KND. Sono stati facilmente sconfitti quando 274 li ha minacciati di abbandonare ogni attività extra curriculare che gli era stata assegnata.
- Mr. Fizz, voce originale di Jeff Bennett, italiana di Roberto Draghetti.

Un uomo d'affari che è a capo di un corpo di controllo che "legalizza" l'età in cui i bambini dovrebbero bere la soda. Non sopporta il suono dei bambini e spesso beve soda solo per calmare i suoi nervi.
- Il Grande Puttinski (in originale: The Great Puttinski), voce originale di Rob Paulsen, italiana di Corrado Conforti.

Un campione di golf in miniatura arrogante e maleducato che prende lo sport molto sul serio. Dopo aver perso contro Numero 2, lo rimpicciolisce nella sua cantina dove ha creato il suo covo (per tutto il tempo per non disturbare sua madre).
- Squadra Anziani (in originale: Senior Citizen Squad), voci originali di Candi Milo, Tom Kenny e Dee Bradley Baker.

Un gruppo di tre anziani guidati dalla nonna di Numero 2, Lydia Gilligan, che insieme ai suoi compagni, Sheldon e Maurice, usa una crema antietà che li trasforma temporaneamente in adolescenti.
- Uomini del gelato (in originale: Ice Cream Men), voci originali di Dee Bradley Baker, Tom Kenny, Daran Norris e Kevin Michael Richardson.

Venditori di gelati che gestiscono i camion dei gelati e servono solo gelati agli adulti. Servono principalmente come scagnozzi dei Signorini Perfettini e del Signor Capo. Una particolare fazione indossa un'armatura a tema cono gelato e sono spesso al servizio del Padre.
- Henrietta "Heinrich" Von Marzipan, voce originale di Dee Bradley Baker e Candi Milo, italiana di Roberto Certomà.

L'arcirivale di Numero 5, che viaggia per il mondo alla ricerca di caramelle e dolci rari e spesso utilizza metodi estremi e malvagi per ottenerli. Odia Numero 5 per un evento passato sconosciuto in Guatemala. Nella serie, sembra essere un bambino, ma alla fine viene rivelato che in realtà è una bambina, che soffre gli effetti di una maledizione, e lei e Numero 5 si riconciliano tra loro dopo che è stata aiutata a recuperare le sue sembianze.
- James Nixon McGarfield, voce originale di Tom Kenny.

Presidente a vita di quarta elementare della Scuola elementare Gallagher fino a quando non è stato rivelato che si era alleato con il Padre e ha iniziato ad abusare del suo potere fino a quando non è stato sconfitto e arrestato per aver tenuto un'assemblea in una giornata di neve. Il suo nome è un riferimento ai precedenti presidenti coinvolti in scandali e disastri, Richard Nixon, James A. Garfield, William McKinley e James Buchanan
- Laura Limpin, voce originale di Grey DeLisle e Dee Bradley Baker.

Una ragazzina che soffre di una particolare "condizione" che la trasforma in un enorme mostro quando si arrabbia.
- Six-Gum Gang, voci originali di Jennifer Hale, Tom Kenny, Benjamin Diskin e Dee Bradley Baker.

Una banda di rapinatori bambini che lavorano per i Signorini Perfettini allo scopo di rubare i compiti di altri bambini e farli passare per i propri.
- The Interesting Twins From Beneath The Mountain, voci originali di Tom Kenny (ragazzo), Tara Strong e Jennifer Hale (ragazza).

Due gemelli giapponesi composti da un ragazzo e una ragazza che lavorano per il Padre. Sebbene i due siano maestri del travestimento e dello spionaggio, sono piuttosto maldestri e sfortunati.
- Re Sabbiolino, voce originale di James Arnold Taylor.

Un ragazzino che si crede e si comporta come un re tirannico e odia sentirsi dire che sta fingendo, è scortato dai Cavalieri dell'Asciugamano Rotondo (che in realtà sono suoi cugini adolescenti). Una volta ha provato a fare di Numero 3 la sua regina, ma non prima di aver messo gli occhi sulla sua sorellina Mushi.
- Il Nonno, Padre di Monty e Benedict Uno, nonché il nonno di Nigel. Potentissimo e antico nemico del Kommando Nuovi Diavoli, anni prima della serie governò il mondo, prima di essere sconfitto proprio da suo figlio Monty, che ne cancellò la memoria e perdendo di conseguenza i suoi poteri. Nell'ultimo episodio della quinta stagione Padre gli restituisce la memoria, facendolo tornare nuovamente all'apice della sua potenza e malvagità. Nonno trasforma così tutti i cattivi della serie in un esercito di anziani-zombie, con il quale assalta e infetta tutte le basi sparse nel globo del Kommando Nuovi Diavoli. Viene tuttavia nuovamente sconfitto grazie agli sforzi congiunti dei protagonisti e a Monty, il quale riacquisisce temporaneamente le sue memorie di quando era un agente del Kommando e si sacrifica facendo finire lui e suo padre nel dispositivo per la cancellazione della memoria. Con lo stesso aspetto demoniaco di Padre, Nonno è considerato l'antagonista più potente e crudele della serie. Ha una strana passione per la Tapioca, trasformando le basi del Kommando in fabbriche apposite dove fà lavorare i suoi zombie come schiavi, e mira a trasformare in anziani tutti i bambini e anche "tutti coloro che lo sono stati". Nonostante suo figlio Monty sia stato la causa della sua sconfitta dimostra sempre di preferirlo a Padre, che lui reputa incapace come cattivo. voce originale di Neil Ross.

- Ernest, voce originale di Dave Wittenberg.

Ernest è il leader dei bulli che commissionano sport clandestini che convincono i bambini a comportarsi male.

## Personaggi secondari
- Lizzie Devine, voce originale di Grey DeLisle, italiana di Perla Liberatori.
- Numero 0, voce originale di Frank Welker (adulto) e Dave Wittenberg (bambino).
- Signora Uno, voce originale di Jennifer Hale.
- Betty Gilligan, voce originale di Candi Milo.
- Thomas "Tommy" Gilligan, voce originale di Dee Bradley Baker, italiana di Leonardo Graziano.
- Kani Sanban, voce originale di Keone Young.
- Genki Sanban, voce originale di Lauren Tom.
- Mushi Sanban, voce originale di Tara Strong.

È la sorella minore di N°3. Sebbene di solito abbia un carattere bonario e dolce e solitamente stia dalla parte del KND, in due puntate dimostra il lati più negativi di sé ossia che sa essere molto avida (e occasionalmente anche crudele e disposta a tutto), pur di ottenere quello che vuole e anche un lato molto astuto e ingegnoso. In un episodio della quinta stagione escogita un piano per vendicarsi di N°2 dopo che per causa sua è stata messa in punizione dai suoi genitori catturando il Conte Sculacciot (che era venuto lì per punirla anche lui con una sculacciata) sottraendogli il potere di sculacciare donandolo alla sua scimmia di pezza che ha incaricato di sculacciare N°2 per conto suo. La scimmia a metà dell'episodio fa dedurre al N°2 che è stata Mushi a dirle di sculacciarlo, e questo fa capire che il piano era stato premeditato. Mushi cerca di vendicarsi di N°2 ma fallisce miseramente e viene punita nuovamente dai suoi genitori. La prima volta viene sconfitta da N°2, mentre la seconda volta viene sempre sconfitta dal N°2 con l'aiuto del Conte Sculacciot (che si rivela l'aiutante in questa puntata) e non l'antagonista come di solito.
- Sydney Beetles, voce originale di Jeff Bennett.
- Signora Beetles, voce originale di Jennifer Hale.
- Joey Beetles, voce originale di Dee Bradley Baker.
- Dr. Lincoln, voce originale di Kevin Michael Richardson, italiana di Roberto Stocchi.
- Signora Lincoln, voce originale di Cree Summer.
- Dr. Sigmund Dente (in originale: Dr. Sigmund Teef), voce originale di Jeff Bennett, italiana di Michele Kalamera.
- Tazza Joe (in originale: Cuppa Joe), voce originale di Tom Kenny, italiana di Luca Dal Fabbro.
- Katie, voce originale di Tara Strong, italiana di Monica Ward.
- Computer B, voce italiana di Daniela Abbruzzese.
- Jerry Rassic, voce originale di Jason Marsden, italiana di Stefano Billi.
- Mago Schivapalla (in originale: Dodgeball Wizard), voce originale di Dave Wittenberg.